# Never Ending Wailers
Never Ending Wailers est un album résultant d'un projet à long terme de Bunny Wailer.
En effet, à la séparation du trio vocal des Wailers en 1973, alors que Bob Marley et Peter Tosh s'éloignent l'un de l'autre, Bunny Wailer, d'un naturel peut-être plus conciliant, reste proche des deux anciens membres du trio. Rapidement germe dans son esprit l'idée d'une reformation des Wailers et, par conséquent, de la réalisation d'un album commun. Bob Marley aurait vraisemblablement donné son aval au projet et promis à son ami Bunny de participer. Mais le rythme haletant des tournées à travers le monde, couplé à la maladie qui le touche dès la fin de la décennie 1970 et qui conduiront à sa disparition en 1981, n'ont pas permis de concrétiser ces promesses par un album. Après le décès de Bob, Bunny et Peter s'attellent au projet, aidés par un Wailer des débuts, Junior Braithwaite, ainsi que par le fils de Peter, Andrew Tosh.
Le projet s'articule comme suit : les membres survivants vont à la fois « dépoussiérer » d'anciennes bandes de Bob Marley (inédites ou pas), rajouter leurs propres voix, et reconstruire un nouveau rythme plus moderne. Ils vont également écrire et enregistrer de nouveaux morceaux. Un single sortira au milieu des années 1980 : Nice Time/Music Lesson, chaque face présentant la voix de Bob. Mais le projet va à nouveau être stoppé : Rita Marley, qui a hérité des bandes de son mari, s'oppose à cette tentative de réalisation d'album où Bob aurait évidemment une place centrale.
Puis Peter décèdera à son tour en 1987. Enfin en 1993 sort un album au son totalement anachronique, fruit de la persévérance de Bunny Wailer. 

## Liste des morceaux
1. I'm Still Wailing (2:50) chanson de Bob, remixée
2. Dutch Pot (3:38)
3. Hammer (3:19) chanson de Bob, remixée
4. Rescue Me (4:40) chanson écrite par Bunny vers 1967, inédite
5. Hurts to Be Alone (3:16) chanson de Bob, remixée
6. Together Again (3:37)
7. Music Lesson (5:52) chanson inédite de Bob, remixée
8. Nice Time (4:27)  chanson de Bob, remixée
9. How Many Times (6:45) chanson de Bob, remixée
10. Coolie Plum Tree (4:04)

## Singles
- TG 7001 - Music Lesson/Nice Time (crédité aux Original Wailers)

## Crédits musicaux
- The Wailers - Vocaux
- Bob Marley - Vocaux
- Peter Tosh - Vocaux
- Bunny Wailer - Vocaux, Percussion, Producteur, Arrangeur, Directeur
- Junior Braithwaite - Vocaux
- Constantine Walker - Guitare, Vocaux
- Andrew Tosh - Vocaux
- Carlton Davis - Batterie
- Sly Dunbar - Batterie
- Robbie Shakespeare - Basse
- Derrick Barnett - Basse
- Robert Lyn - Claviers
- Keith Sterling - Claviers
- Johnny Moore - Cuivres
- Barrington Bailey - Cuivres
- Bobby Elis - Cuivres
- Uziah Thompson - Percussion
- Harry T. Powell - Percussion
- Steven Stanley - Ingénieur
- Solgie Hamilton - Ingénieur
- Dave Hamilton - Ingénieur
- David Hamilton - Ingénieur
- Roger Steffens - Notes de pochette